# 5665 (année hébraïque)
5665 (hébreu : ה'תרס"ה , abbr. : תרס"ה) est une année hébraïque qui a commencé à la veille au soir du 10 septembre 1904 et s'est finie le 29 septembre 1905. Cette année a compté 385 jours. Ce fut une année embolismique dans le cycle métonique, avec deux mois de Adar - Adar I et Adar II. Ce fut la seconde année depuis la dernière année de chemitta.

## Calendrier
Ce calendrier hébraïque de l'année 5665 donne les correspondances avec les dates du calendrier grégorien.
Le premier nombre dans chaque case correspond au jour du mois hébraïque. Les jours en couleurs sont des jours remarquables juifs .
| ◄◄ | 5665 | ►► |

## Naissances
- Gershon Liebman
- Yekusiel Yehudah Halberstam

## Décès
- Sfas Emes

5660 - 5661 - 5662 - 5663 - 5664 - 5665 - 5666 - 5667 - 5668 - 5669 - 5670